# 14 Odcinek Straży Granicznej (III Rzesza)
14 Odcinek Straży Granicznej (Grenzschutz-Abschnitts-Kommando 14, G-AK 14) – niemiecki oddział graniczny okresu III Rzeszy. Brał udział w niemieckiej agresji na Polskę we wrześniu 1939 w składzie 8 Armii gen. piechoty Johannesa Blaskowitza.
Dowódcą tego oddziału był General der Kavallerie Carl-Ludwig Freiherr von Gienanth.